# Nick Pickering
Nicholas Pickering, detto Nick, (Newcastle upon Tyne, 4 agosto 1963) è un ex calciatore inglese, di ruolo difensore.

## Carriera

### Nazionale
Ha collezionato una sola presenza con la maglia della propria Nazionale.

## Palmarès

### Club

#### Competizioni nazionali
- Coppa d'Inghilterra: 1

Coventry City: 1986-1987